# Parafia św. Jana Chrzciciela w Porębie Górnej
Parafia świętego Jana Chrzciciela w Porębie Górnej – parafia rzymskokatolicka, znajdująca się w diecezji sosnowieckiej, w dekanacie XXIII – Podwyższenia Krzyża Świętego w Wolbromiu.